# 陳啟昱
陳啟昱（1965年12月22日—），中華民國政治人物，生於臺南市，曾任民主進步黨中央執行委員、臺鹽實業公司董事長、立法委員、高雄縣議員、民進黨高雄市黨部主委及中執委。2010年，曾受時任高雄市長陳菊延攬擔任高雄市副市長，被視為菊系人馬。

## 生平
陳啟昱在台灣大學時期參加學生運動，還是520農民運動的參與者之一，遭軍警毆打者之一。亦曾任職民進黨機關報的編輯與採訪。
1994年當選高雄縣議員，1998年連任。
2004年當選第六屆立法委員，2008年連任第七屆立法委員。
2010年由高雄縣市合併後第一屆高雄市市長陳菊延攬為高雄市副市長，2010年12月25日辭去立委，遺缺補選後由林岱樺當選。
2012年11月14日，高雄市副市长陈启昱在中共举行十八大期间前往中国大陆访问。
2016年6月13日，陳啟昱接任臺鹽實業公司董事長，至2021年2月1日辭職。

## 爭議事件

### 住家遭質疑為違建
2023年4月6日，因住家遭質疑為違章建築，引發各界議論，民進黨高市黨部代發陳啟昱聲明，表示其針對違章農舍爭議深感抱歉，一切依照高雄市政府相關規定辦理，自即日起退出民進黨，不再参與政治相關事務。

### 台鹽綠能光電案
2024年10月22日，臺灣臺南地方檢察署偵辦台鹽綠能光電案，陳啟昱涉嫌違反中華民國《證券交易法》及《刑法》中使公務員登載不實等罪嫌，向法院聲請羈押。10月23日，臺灣臺南地方法院召開羈押庭後當庭釋放；10月28日，臺灣高等法院臺南分院發回更裁，原訂10月31日由台南地院再度召開羈押庭，但因颱風康芮來襲順延至11月1日，惟陳啟昱無故未出庭，院檢拘提未果。11月4日，台南地檢署發布通緝令。11月25日，他在律師的陪同下到台南地檢署投案。檢察官訊問後，將其當庭逮捕並向台南地院聲請羈押禁見，法官於晚間裁准。

## 選舉紀錄
| 年度 | 選舉屆數               | 選舉區           | 所屬政黨   | 得票數 | 得票率 | 當選標記 | 備註 |
| ---- | ---------------------- | ---------------- | ---------- | ------ | ------ | -------- | ---- |
| 1998 | 第十四屆高雄縣議員選舉 | 高雄縣第一選舉區 | 民主進步黨 | 4,971  | 4.03%  |          |      |
| 2004 | 第六屆立法委員選舉     | 高雄縣選舉區     | 民主進步黨 | 53,848 | 9.88%  |          |      |
| 2008 | 第七屆立法委員選舉     | 高雄縣第三選舉區 | 民主進步黨 | 55,848 | 45.13% |          |      |

## 外部連結
- 立法院 （页面存档备份，存于）